# Los Angeles-slätten

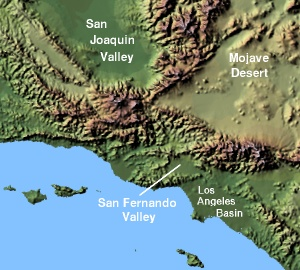
Los Angeles Basin.

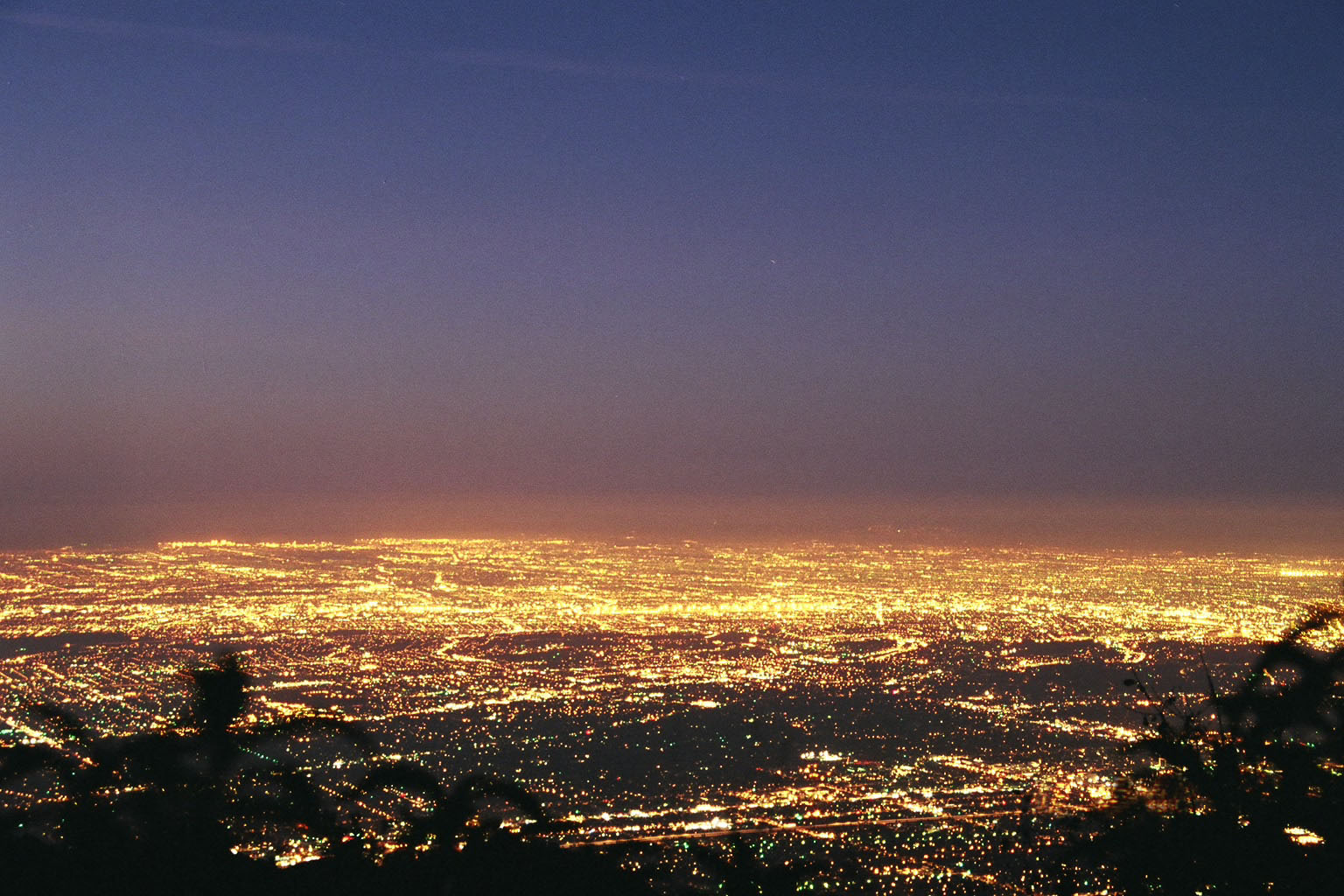
Los Angeles-slätten vid skymning

Los Angeles-slätten (The Los Angeles Basin) är en kustslätt i södra Kalifornien i USA och omfattar de centrala och södra delarna av staden Los Angeles liksom dess södra och sydöstra förortsområden, både i Los Angeles County och Orange County. Den är drygt 55 km lång and 24 km bred, i norr avgränsad av Santa Monica Mountains och Puente Hills samt i öster och söder av Santa Ana Mountains och San Joaquin Hills. Den kuperade halvön Palos Verdes Peninsula ligger i sydväst och i väster ligger Stilla Havet.

## Geologi
Sedimenten under slätten är upp till 11 km djupa. Kustslätten bildades under neogen för cirka 15 miljoner år sedan. 

### Oljefyndigheter
Ansamlingen av mikroorganismer under neogen tros vara orsaken till de stora oljefyndigheterna, som till exempel det stora Wilmington Oil Field. Dessa fyndigheter är nu till stora delar är utvunna. År 2020 utvanns 10 miljoner fat olja, vilket är en kraftig nedgång sedan 1977 då cirka 96 miljoner olja utvanns.  

### Jordbävningar
Kustslättens sedimentära karaktär är en viktig orsak till att området utsätts för så stora skador vid jordbävningar. Los Angeles-området jämförs ofta av geologer med "en skål med gelé" som kan skaka kraftigt vid jordbävningar.

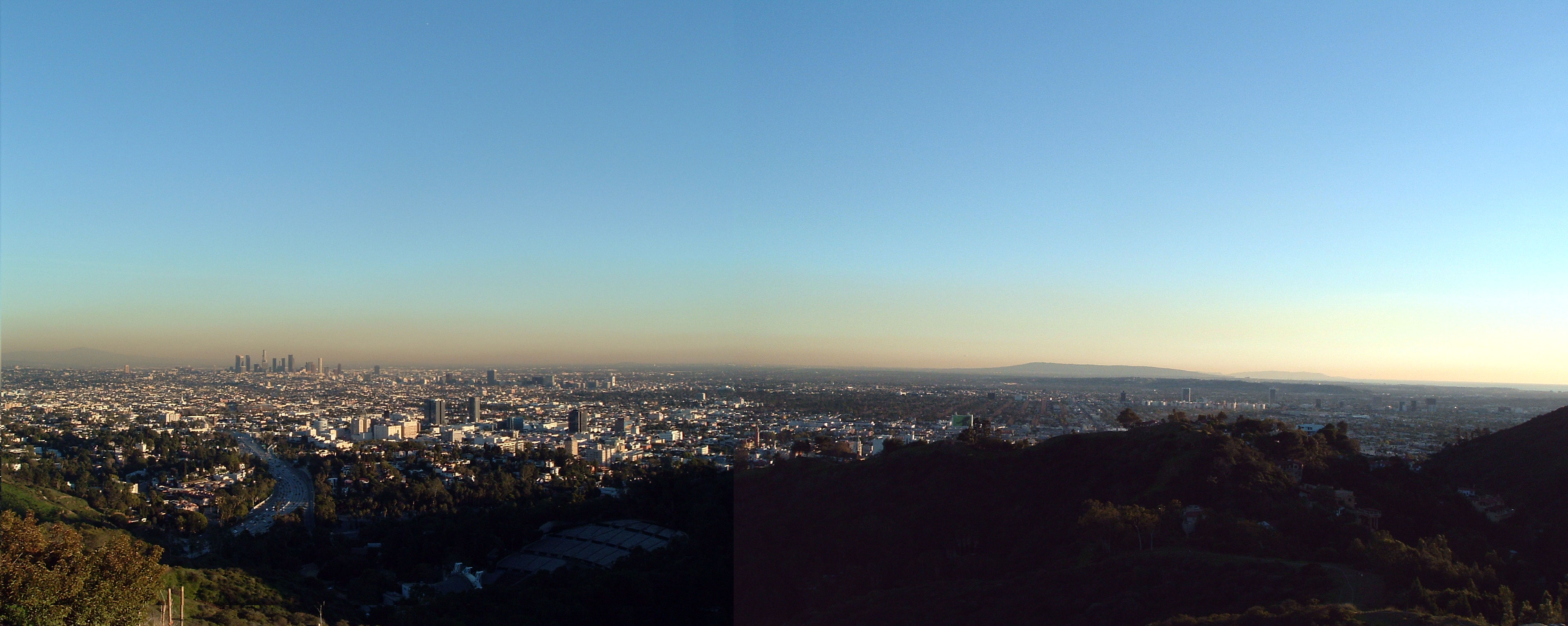
Los Angeles-slätten, panorama söderut från Mulholland Drive i Hollywood Hills. I bildens vänstra del kan man se skyskraporna i Downtown. I bakgrunden, till höger om mitten, syns den kuperade Palos Verdes-halvön och ännu längre bak åt höger skymtar Santa Catalina Island.